# Phymatodiscus
Phymatodiscus es un género de ácaros perteneciente a la familia Trachyuropodidae.

## Especies
- Phymatodiscus Berlese, 1917
  - Phymatodiscus aokii Hiramatsu, 1985
  - Phymatodiscus coniferus (Canestrini, 1897)
  - Phymatodiscus haradai Hiramatsu, 1985
  - Phymatodiscus ignesemovens Hirschmann, 1977
  - Phymatodiscus iriomotensis Hiramatsu, 1979
  - Phymatodiscus mirabilis Hirschmann, 1977
  - Phymatodiscus mirandus (Berlese, 1905)
  - Phymatodiscus oculatus Hirschmann, 1977
  - Phymatodiscus polyglottis Hirschmann, 1977
  - Phymatodiscus titanicus (Berlese, 1905)